# Lactarius fuscus
Espèce
Lactarius fuscus est un champignon basidiomycète qui appartient au genre Lactarius et à la famille des Russulaceae. Il est décrit scientifiquement par le mycologue Léon Louis Rolland en 1899.